# Tokkekøb Hegns Mindesten
Tokkekøb Hegns Mindesten ved Blovstrød er rejst for at mindes de to modstandsfolk Kaj Kristiansen (4. august 1923 - 15. april 1945) og Conny Heinrich Meyer (1. oktober 1926 - 15. april 1945), myrdet godt tre uger før krigens afslutning. På 1-årsdagen for mordene blev mindestenen opsat ved en højtidelighed, hvor ca. 150 mennesker fra egnen, samt de dræbtes familier deltog. Stenen er rejst på initiativ af Hjemmeværnet i Lillerød ved Allerød, og blev straks overdraget til statsskovvæsnet, som i dag står for vedligeholdelsen.

## De fem fra Parmagade
Sagen havde sin baggrund i Sundbyøster på Amager og blev kendt som "de fem fra Parmagade". Lige om hjørnet fra Parmagade havde ægteparret Jensen i Grækenlandsvej 20 sønnen Aage Carl Anton Jensen boende. Han var 24 år, tidligere billettør på Amagerbanen, medlem af NSDAP og Dansk Antijødisk Liga. Han var også souschef i Lille Jørgen-gruppen, tilknyttet HIPO og oprettet i marts 1945 under ledelse af Jørgen Christian Sørensen. Gruppen eksisterede altså kun i de to allersidste måneder af besættelsen, men markerede sig ved de grusomste overgreb, deriblandt 13 drab, foruden vold og tortur. De stjal også biler, penge og fødevarer. Gruppen havde syv faste medlemmer, hvoraf Sørensen var ansat i Abwehr med skibsspionage for øje. I de sidste dage af april 1945 blev han sendt til Slesvig-Holsten som radioagent af Abwehr og gik i dækning, men blev fundet og fik dødsdom, også for drabene på Otto Bernskov og ægteparret Bryning i Himmelev i 24. februar 1945.
Den 19. januar 1945 klokken ca. 20:30 foretog modstandsgruppen AMPA en sprængning af familien Jensens entrédør på Grækenlandsvej 20, 3. sal til højre. To mænd sparkede så døren ind og trængte ind i lejligheden på jagt efter Aage Jensen for at likvidere ham. Modstandsfolkene indså dog snart, at kun Jensens forældre hjemme, men fik da skudt familiens skrækslagne hund, de beskrev som "en halvfed moppe af ubestemmelig race".
Efter nogle måneders undersøgelser nærede Aage Jensen mistanke til flere fra Parmagade som mulige gerningsmænd. Den 14. april 1945 om aftenen kørte repræsentanter fra Lille Jørgen-gruppen ud til Parmagade, hvor de anholdt:
- Ernst Rasmus Daniel Pedersen, 55 år, Parmagade 17, 3. sal.
- hans 22-årige søn, arbejdsmand Kaj Ernst Peder Pedersen.
- maskinlærling Poul Verner Brandt, 18 år, hentet på sin bopæl i Parmagade 26, 4. sal.
- arbejdsmand Conny Heinrich Meyer, 22 år, hentet i Parmagade 12, 4. tv.
- arbejdsmand Kaj Kristiansen, 22 år, i samme opgang i st.th.

De blev kørt til Politigården, hvor de blev afhørt af lederen af Lille Jørgen-gruppen, Jørgen Christian Sørensen, mens souschef Aage Jensen skrev rapporterne. De fem anholdte mænd, der helt tilfældigt blev udvalgt under aktionen i Parmagade, blev groft mishandlet i sådan en grad, at der til sidst ikke var andet at gøre end at slå dem ihjel. De var gennembanket med politistave, slået med knytnæveslag i ansigtet og sparket overalt på kroppen. Jørgen Sørensen, Aage Jensen og Carl Viggo Klæbel påtog sig at udføre drabene. Tre af fangerne blev proppet ned i bagagerummet på en Opel Super six, de sidste to ind i en vogn. Tidligt om morgenen blev de skudt. Far og søn Pedersen og Poul Brandt blev skudt i Nørreskoven ved Fiskebæk. 
Meyer og Kristiansen blev først fundet seks uger senere. De var henrettet med nakkeskud på stedet, hvor mindestenen står. Herpå blev de kørt til Usserød sygehus, hvor de blev identificeret ved hjælp af dansk illegalt politi, der havde arbejdet "under jorden" og derved fik kendskab til de fleste sager. 
De fem fra Parmagade er gravlagt på Sundby kirkegård.

## Gerningsmændene efter krigen
Aage Carl Anton Jensen, Jørgen Christian Sørensen og Carl Viggo Klæbel blev henrettet på Christianshavns Vold 4. marts 1950.